# Moonie Skerry
Die Moonie Skerry ist eine Insel vor der Küste des ostantarktischen Kemplands. Sie liegt im Zentrum der Rigel Skerries im Archipel Øygarden.
Das Antarctic Names Committee of Australia benannte sie nach Patrick John Moonie (1936–2016), Anführer der Hundeschlittenmannschaft, die hier 1975 ein Versorgungsdepot eingerichtet hatte.